# Арнолд фон Бентхайм-Щайнфурт
Арнолд фон Бентхайм-Щайнфурт (на немски: Arnold von Bentheim-Steinfurt; * 1538; † между 1 януари 1566 и 1 октомври 1566) от род Бентхайм-Щайнфурт е граф на Бентхайм-Щайнфурт.
Той е вторият син на граф Арнолд II фон Бентхайм-Щайнфурт (1497 – 1553) и втората му съпруга Валбурга ван Бредероде-Нойенар (1512 – 1567), дъщеря на Валравен II ван Бредероде (1462 – 1531) и втората му съпруга Анна фон Нойенар (* 1535). По-големият му брат Ебервин III (1536 – 1562) е граф на Бентхайм-Щайнфурт (1544 – 1562).
Арнолд фон Бентхайм-Щайнфурт се жени на 27 януари 1561 г. за принцеса Магдалена София фон Брауншвайг-Люнебург-Целе (* 3 май 1540; † 3 юни 1586), дъщеря на херцог Ернст I фон Брауншвайг-Люнебург (1497 – 1546) и София фон Мекленбург-Шверин (1508 – 1541). Бракът е бездетен.
Той умира между 1 януари и 1 октомври 1566 г.